# Antonio Gelabert
Pour les articles homonymes, voir Gelabert.
Gelabert  Amengual est un nom espagnol. Le premier nom de famille, en général paternel, est Gelabert ; le second, en général maternel, souvent omis, est Amengual.
Antonio Gelabert Amengual (né le 7 septembre 1921 à Santa Maria del Camí et mort le 13 décembre 1956 à Palma) est un coureur cycliste espagnol. Il a notamment été champion d'Espagne à deux reprises (1950 et 1955) et vainqueur du Tour de Catalogne en 1950. 
Il est mort dans un accident de la route en se rendant à une course.

## Palmarès
- 1946
  - 2e du Trofeo Jaumendreu
  - 3e du Tour de Majorque
  - 3e du championnat d'Espagne indépendants
- 1947
  - 1re étape du Tour de Catalogne
  - 3e du GP Pascuas
- 1948
  - 2e du championnat d'Espagne sur route
  - 3e du Tour de Majorque
- 1949
  - Trofeo Jaumendreu
  - 2e du Grand Prix d'Andalousie
  - 2e de la Clásica a los Puertos
- 1950
  -  Champion d'Espagne sur route
  - 5e et 18e étapes du Tour d'Espagne
  - Tour de Catalogne :
    - Classement général
    - 1re et 7e étapes

  - 3e du championnat d'Espagne de la montagne
  - 3e du Trofeo Masferrer
  - 9e du Tour d'Espagne
- 1951
  - 2e de la Clásica a los Puertos
  - 3e du Grand Prix du Midi libre
- 1952
  -  Champion d'Espagne de la montagne
  - Clásica a los Puertos
  - GP Pascuas
  - Tour de Castille
  - Tour de Majorque
  - 9e étape du Tour de Catalogne
  - 4e du Gran Premio de la Bicicleta Eibarresa
  - 10e du Tour de France
- 1953
  - Tour des Asturies :
    - Classement général
    - 3e étape
- 1954
  - 6e étape du Tour du Levant
- 1955
  -  Champion d'Espagne sur route
  - 3e étape du Tour d'Espagne
  - 1re étape de la Bicyclette basque
- 1956
  - Tour des Pyrénées
  - 2e de la Subida a Arrate

## Résultats sur les grands tours

### Tour de France
3 participations
- 1952 : 10e, 2e du classement de la montagne
- 1953 : 48e
- 1955 : abandon (17e étape)

### Tour d'Espagne
5 participations
- 1946 : abandon (3e étape[1])
- 1948 : 17e
- 1950 : 9e, vainqueur des 5e et 18e étapes
- 1955 : 20e, vainqueur de la 3e étape, 2e du classement de la montagne
- 1956 : abandon (4e étape)

### Tour d'Italie
1 participation 
- 1955 : 46e